# Wijken en buurten in Pijnacker-Nootdorp
De Nederlandse gemeente Pijnacker-Nootdorp is voor statistische doeleinden onderverdeeld in wijken en buurten. De gemeente is verdeeld in de volgende statistische wijken:
- Wijk 01 Pijnacker (CBS-wijkcode:192601)
- Wijk 02 Nootdorp (CBS-wijkcode:192602)
- Wijk 03 Delfgauw (CBS-wijkcode:192603)

Een statistische wijk kan bestaan uit meerdere buurten. Onderstaande tabel geeft de buurtindeling met kentallen volgens het Centraal Bureau voor de Statistiek (2008):
| CBS-buurtcode | Buurtnaam                 | Inwonertal | Opp. totaal (ha) | Opp. land (ha) | Ligging                |
| ------------- | ------------------------- | ---------- | ---------------- | -------------- | ---------------------- |
| BU19260101    | Pijnacker-Centrum - Dorp  | 3740       | 70               | 70             | Locatie in de gemeente |
| BU19260102    | Pijnacker Noord           | 4030       | 69               | 68             | Locatie in de gemeente |
| BU19260103    | Koningshof                | 2660       | 39               | 37             | Locatie in de gemeente |
| BU19260104    | Klapwijk                  | 4530       | 59               | 58             | Locatie in de gemeente |
| BU19260105    | Tolhek                    | 3130       | 77               | 77             | Locatie in de gemeente |
| BU19260106    | Keijzershof               | 10         | 72               | 68             | Locatie in de gemeente |
| BU19260107    | Klapwijk Noord            | 310        | 53               | 53             | Locatie in de gemeente |
| BU19260111    | Oude Leede - Zuidpolder   | 1150       | 1195             | 1159           | Locatie in de gemeente |
| BU19260112    | Pijnacker Noordpolder     | 400        | 526              | 514            | Locatie in de gemeente |
| BU19260113    | Pijnacker Oost            | 790        | 684              | 672            | Locatie in de gemeente |
| BU19260114    | De Boezem                 | 140        | 68               | 68             | Locatie in de gemeente |
| BU19260221    | Nootdorp-Centrum - West   | 1630       | 31               | 31             | Locatie in de gemeente |
| BU19260222    | Vrouwtjeslant -Nieuweveen | 3180       | 40               | 40             | Locatie in de gemeente |
| BU19260223    | Achter het Raadhuis       | 4670       | 62               | 62             | Locatie in de gemeente |
| BU19260224    | 's Gravenhout             | 1140       | 54               | 53             | Locatie in de gemeente |
| BU19260225    | De Venen                  | 2610       | 93               | 92             | Locatie in de gemeente |
| BU19260226    | Craeyenburch              | 440        | 37               | 37             | Locatie in de gemeente |
| BU19260231    | Buitengebied Nootdorp     | 580        | 382              | 356            | Locatie in de gemeente |
| BU19260232    | Oostambacht - Heronpark   | 200        | 60               | 60             | Locatie in de gemeente |
| BU19260341    | Oud Delfgauw              | 1620       | 28               | 27             | Locatie in de gemeente |
| BU19260342    | Emerald                   | 6800       | 100              | 97             | Locatie in de gemeente |
| BU19260351    | Ruyven                    | 20         | 59               | 57             | Locatie in de gemeente |